# Списак острва Србије
Ово је списак острва у Србији. Највећи број острва су речна острва (аде) којих највише има на Дунаву и Сави. Највеће острво на Дунаву у Србији било је Острово код Костолца све док није преграђен Дунавац и тако острво спојено са десном обалом. Површине је око 65 km².
Најпознатије острво (данас полуострво) је Ада Циганлија, која је популарно рекреативно и туристичко место. Осим Аде, Београд има укупно 16 острва  на рекама, од којих су многа још неискоришћена. Међу њима, Велико ратно острво на ушћу у Саву, издваја се као оаза дивљачи (посебно птица). Ова подручја, заједно са оближњим Малим ратним острвом, заштићена су од стране градске владе као резервати природе.

## Речна острва (аде)
| Назив                      | Река  | Локација                | Координате                                                  |
| -------------------------- | ----- | ----------------------- | ----------------------------------------------------------- |
| Ада Међица                 | Сава  | Нови Београд            | 44° 47′ 33″ С; 20° 23′ 22″ И / 44.792529° С; 20.389307° И   |
| Ада Скељанска              | Сава  | Скела                   | 44° 40′ 49″ С; 20° 02′ 29″ И / 44.680168° С; 20.041288° И   |
| Ада Чибуклија              | Дунав | Банатска Паланка        | 44° 47′ 51″ С; 21° 16′ 54″ И / 44.797491° С; 21.281650° И   |
| Бачкопетровоселска ада     | Тиса  | Бачко Петрово Село      | 45° 41′ 12″ С; 20° 05′ 37″ И / 45.686621° С; 20.093522° И   |
| Баричка ада (Спруд)        | Сава  | Барич                   | 44° 39′ 40″ С; 20° 16′ 01″ И / 44.661177° С; 20.267014° И   |
| Белегишке аде              | Дунав | Белегиш, Падинска Скела | 45° 00′ 41″ С; 20° 21′ 26″ И / 45.011481° С; 20.357277° И   |
| Брестовачка ада            | Дунав | Иваново                 | 44° 39′ 49″ С; 20° 46′ 47″ И / 44.663572° С; 20.779788° И   |
| Велика ада                 | Дунав | Нови Сланкамен          | 45° 10′ 30″ С; 20° 13′ 14″ И / 45.174904° С; 20.220541° И   |
| Велика Завојска ада        | Дунав | Село Костолац           | 44° 47′ 16″ С; 21° 16′ 13″ И / 44.787890° С; 21.270243° И   |
| Велико ратно острво        | Дунав | Земун                   | 44° 49′ 54″ С; 20° 26′ 03″ И / 44.831675° С; 20.434115° И   |
| Гаврина ада                | Дунав | Падинска Скела          | 45° 02′ 10″ С; 20° 21′ 55″ И / 45.036198° С; 20.365270° И   |
| Гиганова ада               | Сава  | Кленак                  | 44° 45′ 19″ С; 19° 43′ 20″ И / 44.7553068° С; 19.7221489° И |
| Говнеш                     | Дунав | Нештин                  | 45° 14′ 00″ С; 19° 26′ 38″ И / 45.233226° С; 19.443827° И   |
| Голи Ђока                  | Дунав | Иваново                 | 44° 40′ 21″ С; 20° 45′ 02″ И / 44.672495° С; 20.750645° И   |
| Грочанска ада              | Дунав | Гроцка                  | 44° 40′ 01″ С; 20° 44′ 20″ И / 44.666882° С; 20.738939° И   |
| Доња ада                   | Дунав | Панчево                 | 44° 49′ 08″ С; 20° 37′ 24″ И / 44.818883° С; 20.623340° И   |
| Жарковачка ада             | Дунав | Ковин                   | 44° 43′ 28″ С; 21° 01′ 15″ И / 44.724505° С; 21.020968° И   |
| Жилова ада                 | Дунав | Дубовац                 | 44° 46′ 20″ С; 21° 11′ 35″ И / 44.772198° С; 21.193047° И   |
| Јабучки рит                | Тамиш | Јабука                  | 44° 56′ 07″ С; 20° 36′ 14″ И / 44.935185° С; 20.603866° И   |
| Јанда                      | Дунав | Нови Сланкамен          | 45° 10′ 36″ С; 20° 11′ 44″ И / 45.176667° С; 20.195634° И   |
| Карловачка ада (Ко Чанг)   | Дунав | Сремски Карловци        | 45° 13′ 05″ С; 19° 56′ 08″ И / 45.218158° С; 19.935508° И   |
| Крчединска ада             | Дунав | Бешка, Крчедин          | 45° 11′ 00″ С; 20° 07′ 16″ И / 45.183469° С; 20.121210° И   |
| Мачков пруд                | Дунав | Раковац                 | 45° 13′ 17″ С; 19° 46′ 07″ И / 45.221402° С; 19.768597° И   |
| Мала ада                   | Дунав | Плочица                 | 44° 41′ 21″ С; 20° 55′ 11″ И / 44.689204° С; 20.919849° И   |
| Мала ада                   | Сава  | Прово                   | 44° 41′ 33″ С; 19° 57′ 07″ И / 44.692534° С; 19.951997° И   |
| Мала Завојска ада          | Дунав | Село Костолац           | 44° 47′ 22″ С; 21° 16′ 06″ И / 44.789403° С; 21.268273° И   |
| Мали мачак                 | Дунав | Лединци                 | 45° 13′ 11″ С; 19° 47′ 21″ И / 45.219717° С; 19.789163° И   |
| Мало ратно острво          | Дунав | Земун                   | 44° 49′ 24″ С; 20° 26′ 17″ И / 44.823354° С; 20.437922° И   |
| Мартоношка ада             | Тиса  | Мартонош                | 46° 05′ 48″ С; 20° 03′ 24″ И / 46.096658° С; 20.056656° И   |
| Мишарска ада               | Сава  | Мишар                   | 44° 44′ 47″ С; 19° 44′ 25″ И / 44.746457° С; 19.740289° И   |
| Мужљанска (Мошоринска) ада | Тиса  | Тител                   | 45° 16′ 11″ С; 20° 16′ 24″ И / 45.269593° С; 20.273362° И   |
| Новобечејска ада           | Тиса  | Нови Бечеј              | 45° 35′ 43″ С; 20° 06′ 31″ И / 45.595391° С; 20.108556° И   |
| Нештинска ада              | Дунав | Сусек                   | 45° 14′ 22″ С; 19° 30′ 31″ И / 45.239360° С; 19.508629° И   |
| Оридска ада                | Сава  | Грабовци                | 44° 49′ 39″ С; 20° 32′ 23″ И / 44.827572° С; 20.539698° И   |
| Острво љубави              | Дунав | Беочин                  | 45° 13′ 36″ С; 19° 42′ 02″ И / 45.226697° С; 19.700632° И   |
| Парадајз острво            | Дунав | Палилула                | 44° 49′ 39″ С; 20° 32′ 23″ И / 44.827572° С; 20.539698° И   |
| Подгоричка ада             | Сава  | Прово                   | 44° 41′ 22″ С; 19° 55′ 56″ И / 44.689396° С; 19.932146° И   |
| Смедеревска ада            | Дунав | Плочица, Ковин          | 44° 40′ 59″ С; 20° 55′ 23″ И / 44.683071° С; 20.923154° И   |
| Стојкова ада               | Дунав | Острово                 | 44° 44′ 01″ С; 21° 08′ 03″ И / 44.733539° С; 21.134199° И   |
| Сурдучка ада               | Дунав | Сурдук                  | 45° 05′ 38″ С; 20° 18′ 07″ И / 45.093930° С; 20.301919° И   |
| Тителска ада               | Тиса  | Тител                   | 45° 13′ 24″ С; 20° 18′ 35″ И / 45.223294° С; 20.309709° И   |
| Форконтумац                | Дунав | Панчево                 | 44° 50′ 53″ С; 20° 36′ 41″ И / 44.848035° С; 20.611434° И   |
| Вуковарска ада             | Дунав | Плавна                  | 45° 20′ 54″ С; 19° 01′ 50″ И / 45.348283° С; 19.030667° И   |
| Черевићка ада              | Дунав | Бегеч, Футог            | 45° 13′ 42″ С; 19° 39′ 09″ И / 45.228299° С; 19.652524° И   |
| Чакљанац                   | Дунав | Панчево                 | 44° 50′ 03″ С; 20° 36′ 03″ И / 44.834078° С; 20.600817° И   |
| Шаренградска ада           | Дунав | Младеново               | 45° 15′ 32″ С; 19° 14′ 38″ И / 45.258828° С; 19.243986° И   |
| Шашићева ада               | Дунав | Бегеч                   | 45° 12′ 48″ С; 19° 34′ 59″ И / 45.213366° С; 19.583130° И   |
| Штефанац                   | Дунав | Панчево                 | 44° 49′ 41″ С; 20° 37′ 51″ И / 44.828034° С; 20.630933° И   |

### Бивша острва
| Назив                     | Река  | Локација                 | Координате                                                |
| ------------------------- | ----- | ------------------------ | --------------------------------------------------------- |
| Ада Хуја                  | Дунав | Палилула                 | 44° 49′ 19″ С; 20° 30′ 45″ И / 44.821815° С; 20.512633° И |
| Ада Циганлија             | Сава  | Чукарица                 | 44° 47′ 24″ С; 20° 23′ 56″ И / 44.790113° С; 20.398874° И |
| Бељарица                  | Дунав | Ковилово, Падинска Скела | 44° 53′ 56″ С; 20° 21′ 21″ И / 44.898885° С; 20.355909° И |
| Бисерно острво            | Тиса  | Нови Бечеј               | 45° 31′ 39″ С; 20° 04′ 44″ И / 45.527524° С; 20.078944° И |
| Дреновачка ада            | Сава  | Платичево                | 44° 50′ 52″ С; 19° 42′ 47″ И / 44.847769° С; 19.713077° И |
| Дубовачка ада             | Дунав | Мало Баваниште           | 44° 44′ 11″ С; 21° 06′ 26″ И / 44.736506° С; 21.107085° И |
| Ивановачка (Омољичка) ада | Дунав | Иваново                  | 44° 43′ 21″ С; 20° 41′ 53″ И / 44.722535° С; 20.698007° И |
| Каменичка ада             | Дунав | Нови Сад                 | 45° 13′ 34″ С; 19° 48′ 53″ И / 45.226203° С; 19.814695° И |
| Кожара                    | Дунав | Борча                    | 44° 50′ 19″ С; 20° 27′ 36″ И / 44.838639° С; 20.459863° И |
| Лочка ада                 | Дунав | Лок                      | 45° 11′ 17″ С; 20° 11′ 23″ И / 45.188003° С; 20.189855° И |
| Мала Циганлија            | Сава  | Нови Београд             | 44° 47′ 57″ С; 20° 25′ 43″ И / 44.799261° С; 20.428642° И |
| Млинско острво            | Сава  | Црна Бара                | 44° 54′ 17″ С; 19° 20′ 29″ И / 44.904689° С; 19.341262° И |
| Овчанска ада              | Дунав | Панчево, Палилула        | 44° 51′ 42″ С; 20° 35′ 54″ И / 44.861692° С; 20.598248° И |
| Острово                   | Дунав | Костолац                 | 44° 44′ 33″ С; 21° 10′ 25″ И / 44.742588° С; 21.173598° И |
| Острово                   | Дунав | Велико Градиште          | 44° 45′ 53″ С; 21° 25′ 18″ И / 44.764794° С; 21.421702° И |
| Петроварадинска ада       | Дунав | Петроварадин             | 45° 15′ 19″ С; 19° 53′ 24″ И / 45.255209° С; 19.890099° И |
| Прогарска ада             | Сава  | Прогар                   | 44° 42′ 54″ С; 20° 08′ 51″ И / 44.714887° С; 20.147479° И |
| Старчевачка ада           | Дунав | Панчево                  | 44° 49′ 20″ С; 20° 39′ 10″ И / 44.822329° С; 20.652684° И |

## Језерска острва
| Назив                  | Језеро           | Локација             | Координате                                                |
| ---------------------- | ---------------- | -------------------- | --------------------------------------------------------- |
| Дуги дел               | Власинско језеро | Власина Стојковићева | 42° 42′ 13″ С; 22° 20′ 59″ И / 42.703599° С; 22.349677° И |
| Западно птичије острво | Палићко језеро   | Палић                | 46° 04′ 48″ С; 19° 42′ 44″ И / 46.080011° С; 19.712305° И |
| Источно птичије острво | Палићко језеро   | Палић                | 46° 04′ 30″ С; 19° 43′ 24″ И / 46.074905° С; 19.723291° И |
| Рожа Шандор            | Лудошко језеро   | Шупљак               | 46° 06′ 04″ С; 19° 49′ 37″ И / 46.101224° С; 19.826966° И |
| Страторија             | Власинско језеро | Власина Стојковићева | 42° 41′ 29″ С; 22° 20′ 47″ И / 42.691470° С; 22.346317° И |
| Четири острва          | Јегричка         | Жабаљ                | 45° 23′ 55″ С; 20° 06′ 15″ И / 45.398691° С; 20.104251° И |

## Плутајућа острва
Поред сталних острва, постоје и плутајућа (пливајућа) острва. Она се у Србији могу наћи на Власинском језеру, на језеру Краљевац и на Семетешком језеру. На оба језера она су настала ерозивним утицајима када је формирањем језера дошло до откидања појединих комплекса тресетишта са дна језера. Карактеристика тих острва јесте да се крећу слободно од обале до обале, мењајући како место тако и облик у зависности од јачине ветра и осталих климатских фактора. На Краљевцу је највеће острво површине око 2 хектара.